# Bank of America Tower (Providence)
Pour les articles homonymes, voir Bank of America Tower.
 (février 2023).
Si vous disposez d'ouvrages ou d'articles de référence ou si vous connaissez des sites web de qualité traitant du thème abordé ici, merci de compléter l'article en donnant les références utiles à sa vérifiabilité et en les liant à la section « Notes et références ».
Avec ses 130 mètres de hauteur, la Bank of America Tower est le plus haut bâtiment de Providence, la capitale de l'État américain de Rhode Island. Cette construction de style Art déco fut signée par les architectes new-yorkais Walker & Gillete.

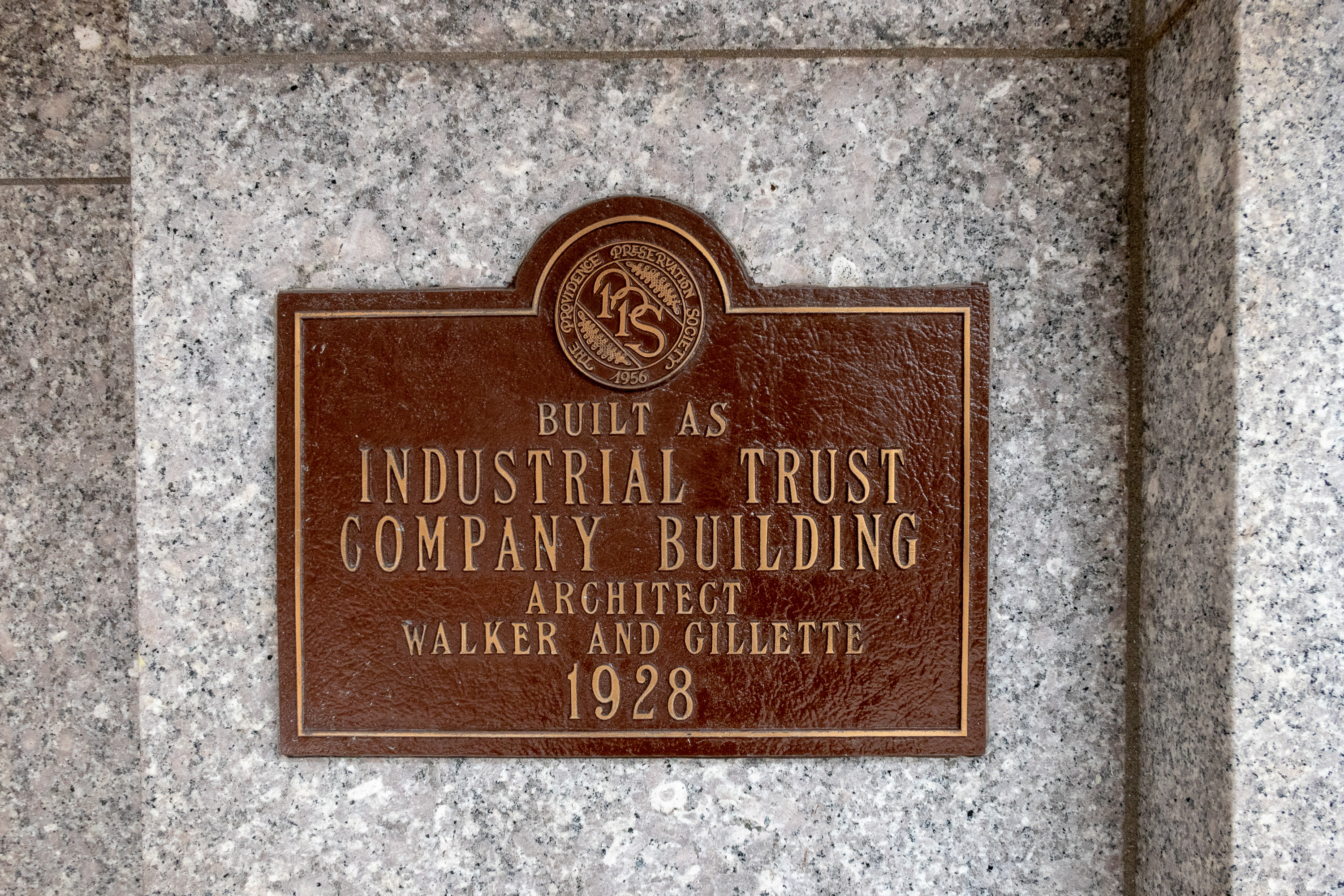
Plaque commémorative au rez-de-chaussée de la tour.

La tour, qui compte 26 étages, fut inaugurée en 1928 sous le nom  d’Industrial Trust Tower. Elle est surnommée « The Superman Building » par les habitants de Providence en raison de sa forte ressemblance avec le bâtiment hébergeant le Daily Planet dans la bande dessinée Superman, puis dans la série télé du même nom datant des années 1950.
Si le projet de construction de la tour One Ten, d'une hauteur de plus de 150 mètres, arrive à terme, la tour Bank of America ne sera plus le plus haut bâtiment de Providence.